# Honoré IV av Monaco
Honoré IV av Monaco, född 17 maj 1758, död 16 februari 1819, var en monark (furste) av Monaco. Han var son till Honoré III av Monaco och Maria Caterina Brignole Sale.
Han satt fängslad under franska revolutionen, men undgick avrättning. Monaco anslöts till Frankrike i mars 1793, och han blev därför inte furste vid sin fars död 1795. Efter Napoleons fall 1814 återupprättades furstendömet Monaco och han placerades på dess tron i enlighet med legitimitetsprincipen. Eftersom han var för sjuk för att kunna resa till Monaco och tillträda regeringen, insattes regenter i hans ställe; först hans bror Josef av Monaco, och från 1815 hans son Honoré V.